# Kursakowskaja
Kursakowskaja (ros. Курсаковская) – przystanek kolejowy w miejscowości Kursakowo, w rejonie istrińskim, w obwodzie moskiewskim, w Rosji. Położony jest na linii Moskwa – Siebież.